# Confesiunile unei minți periculoase
Confesiunile unei minți periculoase (titlu original: Confessions of a Dangerous Mind) este un film american din 2002 regizat de George Clooney (debut regizoral). În rolurile principale joacă actorii Sam Rockwell, Drew Barrymore și George Clooney. Este un film biografic cu spioni care prezintă viața popularei gazde și producător de jocuri TV Chuck Barris care a pretins că a fost, de asemenea, un asasin angajat de CIA.

## Distribuție
- Sam Rockwell ca Chuck Barris
- Drew Barrymore ca Penny Pacino
- George Clooney ca Jim Byrd
- Julia Roberts ca Patricia Watson
- Rutger Hauer ca Keeler
- Jerry Weintraub ca Larry Goldberg
- Robert John Burke ca Instructor Jenks
- Michael Ensign ca Simon Oliver
- Maggie Gyllenhaal ca Debbie
- Michael Cera ca tânărul Chuck Barris
- Rachelle Lefevre ca Tuvia
- Kristen Wilson ca Loretta
- Daniel Zacapa ca Renda
- Emilio Rivera ca Benitez
- Carlos Carrasco ca Brazioni
- Richard Kind ca director casting
- Brad Pitt și Matt Damon - roluri cameo, ca burlacii Brad și Matt[2]
- Akiva Goldsman (nemenționat) ca oaspete la o petrecere Playboy